# ペンドルトン郡 (ケンタッキー州)
ペンドルトン郡（英: Pendleton County）は、アメリカ合衆国ケンタッキー州の北部に位置する郡である。2010年国勢調査での人口は14,877人であり、2000年の14,390人から3.4%増加した。郡庁所在地はファルマス市（人口2,169人）であり、同郡で人口最大の都市でもある。

## 歴史
ペンドルトン郡は1798年に、キャンベル郡とブラッケン郡の一部を合わせて設立された。郡名は、バージニア植民地議会議員を長年務め（1752年-1774年）、大陸会議代議員、バージニア主席判事を務めたエドモンド・ペンドルトン（1721年-1803年）に因んで名付けられた。
後に郡庁所在地となるファルマスの町は1776年頃にフォークス・オブ・リッキングという名称の開拓地として始まった。アメリカ独立戦争時にはブルーリックスの戦いの戦場になった。1782年8月19日、イギリス軍を支援していたインディアンがリッキング川沿いでケンタッキー民兵を待伏せした。15分間ほどの間に60名が殺された。
ファルマスの町は1793年に認可された。その名前はバージニア州ファルマスから移ってきた開拓者に因んでいた。ファルマスにケンタッキーでは初めての製材所が造られたのも1793年のことだった。ファルマスは1799年に郡庁所在地に指定された。郡庁舎は1848年に建設された。
南北戦争のとき、ペンドルトン郡からは南北両軍に兵士を送り出した。1861年9月にはファルマスに北軍の徴兵キャンプが設立された。南軍の徴兵担当者2名が捕獲され、郡北部のピーチグローブ地域で北軍によって処刑された。1862年7月、南軍の同調者と疑われた者たちに対する弾圧で多くの郡民が北軍に拘束された。1863年6月、多くの女性が連邦政府にとって危険なスパイであると疑われ、デモスビルで逮捕された。1862年9月18日には、ファルマスで28名の南軍兵と11名の自警団員との間に小さな小競り合いが起きた。
ケンタッキー・セントラル鉄道が地域を通って開通した1852年頃にバトラーの町が設立された。この町は地域出身のアメリカ合衆国下院議員ウィリアム・O・バトラー（在任1839年-1843年）に因んで名付けられており、1868年2月1日に法人化された。

## 地理
アメリカ合衆国国勢調査局に拠れば、郡域全面積は281.87平方マイル (730.0 km2)であり、このうち陸地280.54平方マイル (726.6 km2)、水域は1.33平方マイル (3.4 km2)で水域率は0.47%である。

### 隣接する郡
- ケントン郡 - 北西
- キャンベル郡 - 北
- クラーモント郡 (オハイオ州) - 北東、オハイオ川の対岸
- ブラッケン郡 - 東
- ハリソン郡 - 南
- グラント郡 - 西

## 人口動態
以下は2000年国勢調査による人口統計データである。
| 基礎データ - 人口: 14,390人 - 世帯数: 5,170 世帯 - 家族数: 3,970 家族 - 人口密度: 20人/km2（51人/mi2） - 住居数: 5,756軒 - 住居密度: 8軒/km2（20軒/mi2） 人種別人口構成 - 白人: 98.39% - アフリカン・アメリカン: 0.49% - ネイティブ・アメリカン: 0.19% - アジア人: 0.11% - 太平洋諸島系: 0.01% - その他の人種: 0.35% - 混血: 0.44% - ヒスパニック・ラテン系: 0.67% 年齢別人口構成 - 18歳未満: 28.4% - 18-24歳: 8.5% - 25-44歳: 31.2% - 45-64歳: 21.5% - 65歳以上: 10.4% - 年齢の中央値: 34歳 - 性比（女性100人あたり男性の人口） - 総人口: 100.3 - 18歳以上: 97.9 | 世帯と家族（対世帯数） - 18歳未満の子供がいる: 39.0% - 結婚・同居している夫婦: 62.8% - 未婚・離婚・死別女性が世帯主: 9.6% - 非家族世帯: 23.2% - 単身世帯: 20.1% - 65歳以上の老人1人暮らし: 8.3% - 平均構成人数 - 世帯: 2.75人 - 家族: 3.14人 収入と家計 - 収入の中央値 - 世帯: 38,125米ドル - 家族: 42,589米ドル - 性別 - 男性: 31,885米ドル - 女性: 23,234米ドル - 人口1人あたり収入: 16,551米ドル - 貧困線以下 - 対人口: 11.4% - 対家族数: 9.8% - 18歳未満: 14.8% - 65歳以上: 11.6% |

## 教育
ファルマス市の北にあるペンドルトン郡高校は公立高校である。生徒数は1,000人足らずである。マスコットはワイルドキャットであり、スクールカラーは赤、黒、白である。2つのジムと450席のホールがある。
郡内にある他の学校としては、ファルマスとバトラーの間にあるシャープ中学校、バトラーの北小学校とファルマスの南小学校がある。

### 図書館
ペンドルトン郡公共図書館はファルマス市中心街メインストリート228にある。この図書館は高速インターネットと無料Wi-Fiでコンピュータにアクセスできる。またコピー、ファックスのサービスを行い、集会室は予約で利用できる。

## 劇団
郡内にはキンケイド地域劇団がある。その公演はファルマス市のファルマス・スクールセンター（元の中学校）で行われている。

## 都市と町
- ファルマス - 郡庁所在地
- バトラー
- デモスビル